# Bendosari (Plantungan)
Bendosari is een bestuurslaag in het regentschap Kendal van de provincie Midden-Java, Indonesië. Bendosari telt 2808 inwoners (volkstelling 2010).